# Mistrzostwa Polski w Łyżwiarstwie Szybkim w Wieloboju Sprinterskim 1992
11. Mistrzostwa Polski w wieloboju sprinterskim odbyły się w dniach 20-21 grudnia 1991 roku na torze Pilica w Tomaszowie Mazowieckim.

## Kobiety
| Pozycja | Zawodniczka     | Klub                       | 500 m | Pkt. | 1000 m | Pkt. | 500 m | Pkt. | 1000 m | Pkt. | Suma pkt. |
| ------- | --------------- | -------------------------- | ----- | ---- | ------ | ---- | ----- | ---- | ------ | ---- | --------- |
| 01 !    | Zofia Tokarczyk | SZS AZS Zakopane           |       |      |        |      |       |      |        |      | 174,615   |
| 02 !    | Aneta Rękas     | Orzeł Elbląg               |       |      |        |      |       |      |        |      | 181,080   |
| 03 !    | Aneta Ronek     | Pilica Tomaszów Mazowiecki |       |      |        |      |       |      |        |      | 184,950   |

## Mężczyźni
| Pozycja | Zawodnik           | Klub                       | 500 m | Pkt. | 1000 m | Pkt. | 500 m | Pkt. | 1000 m | Pkt. | Suma pkt. |
| ------- | ------------------ | -------------------------- | ----- | ---- | ------ | ---- | ----- | ---- | ------ | ---- | --------- |
| 01 !    | Paweł Abratkiewicz | Pilica Tomaszów Mazowiecki |       |      |        |      |       |      |        |      | 156,510   |
| 02 !    | Tomasz Jankowski   | Marymont Warszawa          |       |      |        |      |       |      |        |      | 157,455   |
| 03 !    | Jacek Dobrowolski  | Orzeł Elbląg               |       |      |        |      |       |      |        |      | 163,555   |